# Andrew Duggan
Andrew Duggan (Franklin, 28 dicembre 1923 – Hollywood, 15 maggio 1988) è stato un attore statunitense.

## Biografia
Durante la seconda guerra mondiale, Duggan era arruolato nella 40th Special Services Company capitanata dell'attore Melvyn Douglas nel China Burma India Theater. I suoi contatti con Douglas gli valsero l'interpretazione con Lucille Ball nella commedia Dreamgirl. Nacque anche l'amicizia con il regista di Broadway Daniel Mann su una nave che li riportava dalla guerra. Duggan apparve a Broadway in The Rose Tattoo, Gently Does It, Anniversary Waltz, Fragile Fox, The Third Best Sport.
Partecipò a più di 70 film tra cui L'ammiraglio è uno strano pesce con Don Knotts, e a più di 140 show televisivi tra il 1949 e il 1987. È noto anche per essere stato il personaggio principale dell'attrazione a Disneyland Carousel of Progress e il cantante di The Best Time of Your Life prima che fosse rimodernizzata con una nuova voce nel 1993. Duggan ha avuto ruoli ricorrenti in Cimarron Strip e The Great Adventure, ma raramente ha interpretato due volte lo stesso ruolo, tranne in un paio di serie di breve durata di cui fu il protagonista, Bourbon Street Beat e Lancer. Inoltre interpretò il personaggio ricorrente del generale Ed Britt nella seconda e terza stagione della serie Twelve O'Clock High.
Apparve anche in alcuni episodi di Bonanza ed interpretò anche gli episodi pilota di The Restless Gun e Hawaii Squadra Cinque Zero, nei panni rispettivamente di un ex galeotto e di un agente segreto. Duggan recitò nel ruolo di John Walton nello speciale televisivo del 1971 di Una famiglia americana intitolato The Homecoming: A Christmas Story (lo stesso ruolo nelle serie seguenti fu di Ralph Waite).
Nel 1980 Duggan apparve come Sam Wiggins nel film per la televisione dell'ABC The Long Days of Summer, e nello stesso anno, partecipò come guest star ad un episodio della serie M*A*S*H nel ruolo del Col. Alvin 'Howitzer Al'Houlihan, il leggendario padre di Margaret Houlihan.
Uno degli ultimi ruoli di Duggan fu Dwight D. Eisenhower nella biografia per la TV intitolata J. Edgar Hoover (1987), ruolo che aveva già interpretato in Backstairs at the White House (1979). Interpretò anche Lyndon Johnson in un'altra biografia di Hoover The Private Files of J. Edgar Hoover (1977). Ha ritratto anche il Presidente Trent nella commedia di spionaggio A noi piace Flint (1967). Interpretò anche il Giudice Axe nel film I vampiri di Salem's Lot (1987).

### Bourbon Street Beat
Tra il 1950 e il 1960 Duggan apparve in molte serie televisive tra cui ricordiamo l'episodio L'epitaffio della serie western dell'ABC Tombstone Territory. Nel 1959 entrò nel cast di Bourbon Street Beat, nel quale interpretò Cal Calhoun, il capo di un'agenzia investigativa a New Orleans. Quando Bourbon Street Beat fu cancellata dopo una sola stagione, gli altri due detective della serie si spostarono in altrettanti programmi della Warner Bros.: Van Williams nei panni di Kenny Madison rimase nella stessa fascia oraria con Surfside 6. Richard Long nel ruolo di Rex Randolph ottenne il difficile ruolo che prima era di Roger Smith, nella serie Indirizzo permanente.
Nel 1962 Duggan partecipò alla situation comedy della ABC, Room for One More, con i co-protagonisti Peggy McCay, Ronnie Dapo, e Tim Rooney. La storia raccontava di una coppia con due bambini che decide di adottarne altri due. Partecipò come guest star in molti programmi, tra cui il dramma della ABC di Jack Palance, Il più grande spettacolo del mondo nel 1963-1964 e il medical drama Undicesima ora come Carl Quincy nell'episodio del 1963 Four Feet in the Morning.

### La serie televisivaLancer(1969)
Duggan interpretò il patriarca nella serie televisiva del 1968-1970, ispirata da Bonanza, intitolata Lancer,. Il suo personaggio era la controparte più oscura e complessa di Ben Cartwright chiamato "Murdoch Lancer", mentre James Stacy interpretava il figlio pistolera di Lancer. Wayne Maunder interpretava il figlio maggiore, Scott Lancer, che era stato educato a Boston. Ironicamente, Maunder, nella vita reale, era stato allevato nelle vicinanze di Bangor. Diversamente da Bonanza, Lancer durò solo cinquantuno episodi, ma i critici definirono eccellenti i dialoghi e le prestazioni. Paul Brinegar era il co-protagonista nei panni di Jelly Hoskins, aveva già interpretato un ruolo simile nella serie wester nella CBS Gli uomini della prateria (Rawhide).

### Vita privata e morte
Andrew Duggan fu casalingo e padre devoto che partecipava alla Little League. Nel 1954 sposò la ballerina di Broadway e attrice Elizabeth Logue, che lui chiamava Betty. Duggan morì a 64 anni per un tumore alla gola. Betty gli sopravvisse solo per poche settimane, morendo anche lei di cancro il 7 giugno 1988. La coppia ha avuto tre figli, Richard, Nancy e Melissa.

## Filmografia parziale

### Cinema
- I giganti uccidono (Patterns), regia di Fielder Cook (1956)
- Io non sono una spia (Three Brave Men), regia di Philip Dunne (1956)
- Domino Kid, regia di Ray Nazarro (1957)
- Decisione al tramonto (Decision at Sundown), regia di Budd Boetticher (1957)
- Ritorno a Warbow (Return to Warbow), regia di Ray Nazarro (1958)
- Bravados (The Bravados), regia di Henry King (1958)
- L'oro della California (Westbound), regia di Budd Boetticher (1959)
- L'urlo della battaglia (Merrill's Marauders), regia di Samuel Fuller (1962)
- Rivolta al braccio D (House of Women), regia di Walter Doniger (1962)
- Sessualità (The Chapman Report), regia di George Cukor (1962)
- Giorni caldi a Palm Springs (Palm Springs Weekend), regia di Norman Taurog (1963)
- L'ammiraglio è uno strano pesce (The Incredible Mr. Limpet), regia di Arthur Lubin (1964)
- Sette giorni a maggio (Seven Days in May), regia di John Frankenheimer (1964)
- Doringo!, regia di Arnold Laven e, non accreditato, Sam Peckinpah (1965)
- A noi piace Flint (In Like Flint), regia di Gordon Douglas (1967)
- Guerra, amore e fuga (The Secret War of Harry Frigg), regia di Jack Smight (1968)
- Il magliaro a cavallo (Skin Game), regia di Paul Bogart (1971)
- Doctor Detroit, regia di Michael Pressman (1983)
- I vampiri di Salem's Lot (A Return to Salem's Lot), regia di Larry Cohen (1987)

### Televisione
- Lights Out – serie TV, episodio 4x15 (1951)
- The Kaiser Aluminum Hour – serie TV, episodio 1x02 (1956)
- Conflict – serie TV, episodio 1x12 (1957)
- Wire Service – serie TV, episodio 1x33 (1957)
- Have Gun - Will Travel – serie TV, episodio 1x27 (1958)
- The Further Adventures of Ellery Queen – serie TV, episodio 1x01 (1958)
- Indirizzo permanente (77 Sunset Strip) – serie TV, 6 episodi (1959-1963)
- Maverick – serie TV, 2 episodi (1961-1962)
- Hawaiian Eye – serie TV, episodio 4x04-4x14 (1962-1963)
- Dakota (The Dakotas) – serie TV, episodio 1x02 (1963)
- The Travels of Jaimie McPheeters – serie TV, episodio 1x04 (1963)
- The Lieutenant – serie TV, episodio 1x22 (1964)
- La grande avventura (The Great Adventure) – serie TV, episodi 1x23-1x24 (1964)
- Sotto accusa (Arrest and Trial) – serie TV, episodio 1x23 (1964)
- Bonanza – serie TV, episodio 5x14 (1964)
- L'ora di Hitchcock (The Alfred Hitchcock Hour) – serie TV, episodio 3x07 (1964)
- The Greatest Show on Earth – serie TV, episodio 1x28 (1964)
- Slattery's People – serie TV, episodio 1x11 (1964)
- La grande vallata (The Big Valley) – serie TV, episodio 1x02 (1965)
- A Man Called Shenandoah – serie TV, episodio 1x22 (1966)
- Il virginiano (The Virginian) – serie TV, episodio 4x29 (1966)
- I giorni di Bryan (Run for Your Life) – serie TV, episodi 2x23-3x15 (1967)
- Cimarron Strip – serie TV, 3 episodi (1967-1968)
- Charlie's Angels – serie TV, episodio 5x08 (1981)
- Hardcastle & McCormick (Hardcastle and McCormick) – serie TV, episodio 1x18 (1984)
- Autostop per il cielo (Highway to Heaven) – serie TV, episodio 1x22 (1985)

## Doppiatori italiani
- Renato Turi in Io non sono una spia, Decisione al tramonto
- Riccardo Mantoni in 7 giorni a maggio
- Luigi Vannucchi in A noi piace Flint
- Giampiero Albertini in I vampiri di Salem's Lot